# PPKE Bölcsészet- és Társadalomtudományi Kar

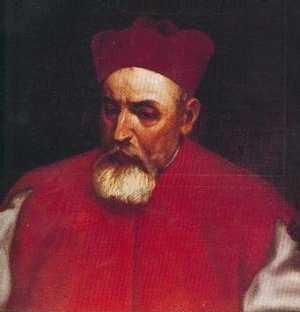
A névadó Pázmány Péter portréja

A Pázmány Péter Katolikus Egyetem Bölcsészet- és Társadalomtudományi Kara (PPKE BTK) az egyetem egyik 1992 óta működő kara. A kar Esztergomban és Budapesten működik. 1994 és 2020 között Piliscsabán volt campusa. 

## Története
A Bölcsészettudományi Kar a PPKE első kara volt a Pázmány Péter Katolikus Hittudományi Akadémiából létrehozott kar mellett. Működését 1992-ben kezdte meg Budapesten, az Irgalmas Nővérek női szerzetesrend Ménesi úti zárdájában. Az Országgyűlés 1993 januárjában ismerte el és az államilag elismert egyetemek sorába iktatta az egyetemet. A bölcsészkar 1994 szeptemberében Budapesttől 30 km-re, Piliscsaba-Klotildligetre költözött, ahol a magyar kormánytól kapott, volt szovjet laktanya területén megnyitotta campusát. A kar számára Makovecz Imre és társai terveztek számos épületet. Az esztergomi vasútvonal mellett elhelyezkedő campus nem sokkal a megnyitása után saját vasúti megállóhelyet is kapott.
Az PPKE BTK piliscsabai campusának Budapesttől való távolsága és az ott álló különleges épületek fenntarthatósága miatt sokszor szóba került, hogy a kar eladja épületeit és Budapestre költözik. 2012. február 1-től a kar új elnevezése Bölcsészet- és Társadalomtudományi Kar. 2013 után a kar számos képzését Budapesten hirdette meg. A kurzusok zöme 2020-ban már a Piarista Rend budapesti gimnáziumának egykori épületében, a Sophianumban illetve a BME Z épületében zajlott. A Piliscsabáról való fokozatos beköltözés 2020 végével zárult le, amikor a kar átadta a campus területét a Magyar Nemzeti Vagyonkezelőnek. A kar új budapesti campusa a Magyar Rádió volt székhelyén épül meg. 

## Szervezeti felépítése

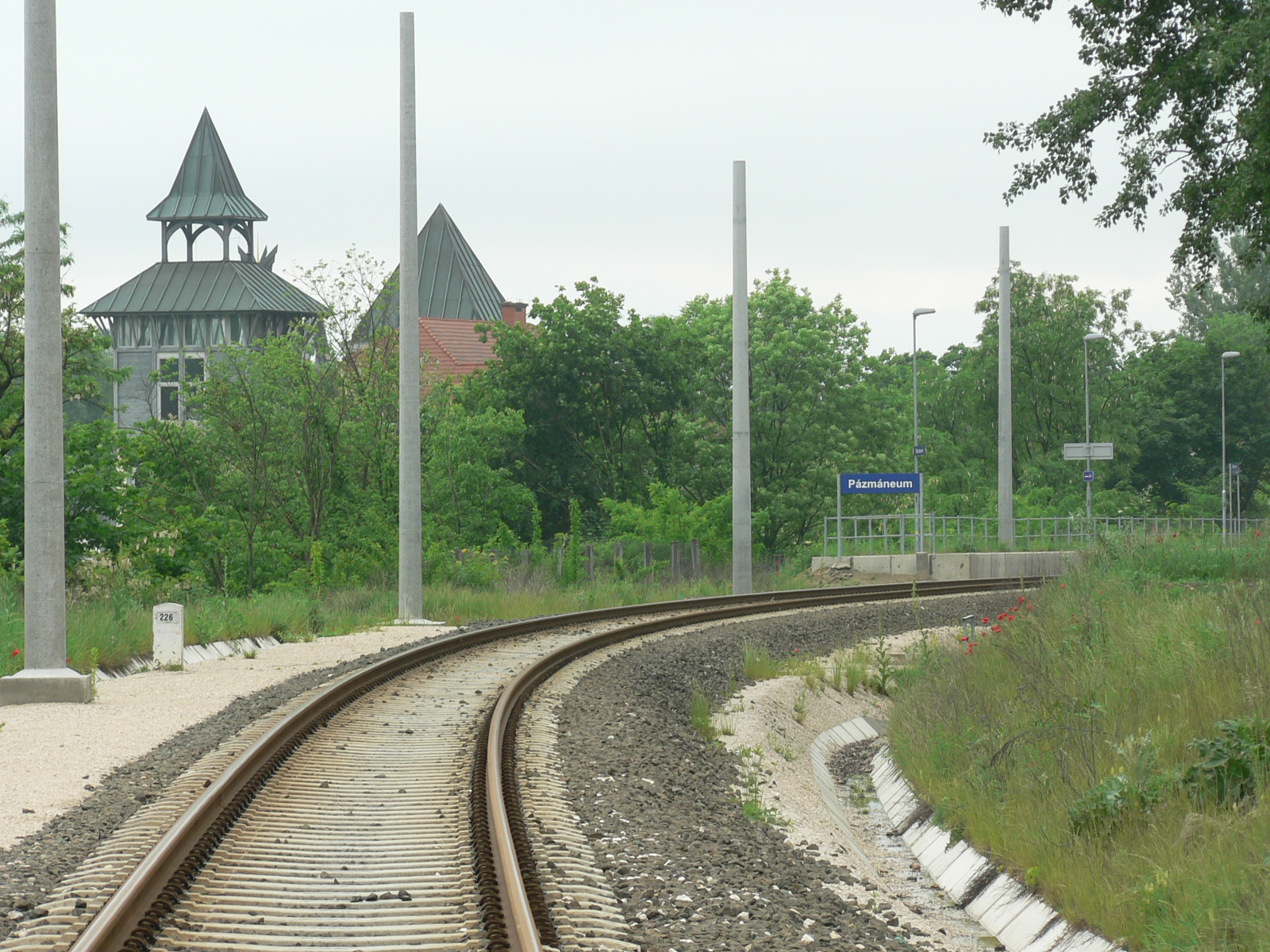
Az egykori campus a vasút felől

### A kar eddigi dékánjai
- 1992–2000 Maróth Miklós
- 2000–2006 Fröhlich Ida
- 2006–2009 Szelestei Nagy László
- 2009–2015 Botos Máté
- 2015–2016 Szilágyi Csaba József
- 2016–2022 Fodor György
- 2022– Birher Nándor Máté

### A karon működő intézetek és tanszékek
- Angol-Amerikai Intézet
  - Angol Nyelvű Irodalmak és Kultúrák Tanszéke
  - Angol Nyelvpedagógiai és Fordítástudományi Tanszék
  - Elméleti Nyelvészet Tanszék
- Klasszikus és Újlatin Nyelvek Intézete
  - Arab Tanszék
  - Francia Tanszék
  - Klasszika-filológia Tanszék
  - Olasz Tanszék
  - Spanyol Tanszék
- Kommunikáció- és Médiatudományi Intézet
  - Kommunikációtudományi Tanszék
  - Médiatudományi Tanszék
- Közép-Európa Intézet
  - Germanisztika Tanszék
  - Lengyel Tanszék
  - Orosz Tanszék
- Magyar Nyelv- és Irodalomtudományi Intézet
  - Magyar Irodalomtudományi Tanszék
  - Magyar Nyelvészeti Tanszék
- Művészettudományi Intézet
  - Filozófia Tanszék
  - Művészettörténet Tanszék
- Nemzetközi és Politikatudományi Intézet
  - Kínai Tanszék
  - Nemzetközi Tanulmányok Tanszék
  - Politológia Tanszék
- Pszichológiai Intézet
  - Általános Lélektan Tanszék
  - Fejlődés- és Klinikai Gyermeklélektan Tanszék
  - Személyiség- és Klinikai Pszichológia Tanszék
  - Szociál- és Szervezetpszichológia Tanszék
- Régészettudományi Intézet
  - Római Kori és Késő Antik Régészeti Tanszék
  - Magyar Őstörténeti és Honfoglalás Kori Régészeti Tanszék
  - Középkori Európai és Közel-Keleti Régészeti Tanszék
  - Roncsolásmentes Régészeti Tanszék
- Szociológiai Intézet
  - Elméleti és Történeti Szociológia Tanszék
  - Szociális Tanulmányok Tanszék
  - Szociális Vezetőképzés Tanszék
  - Társadalomkutatási Tanszék
- Történettudományi Intézet
  - Ókortörténeti Tanszék
  - Medievisztika Tanszék
  - Újkori Történeti Tanszék
  - Jelenkortörténeti Tanszék
  - Történelemelméleti, Módszertani és Didaktikai Tanszék
  - Armenológiai Tanszék

- Vitéz János Tanárképző Központ
  - Óvó- és Tanítóképző Tanszék
  - Tanárképző Tanszék

### A karon működő Kutatócsoportok
- MTA-PPKE Fraknói Vilmos Római Történeti Kutatócsoport
- MTA-PPKE Barokk Irodalom és Lelkiség Kutatócsoport
- MTA-PPKE Serdülőkori Fejlődés Kutatócsoport
- Pszichológiai Kutatólaboratórium
- Régészeti Térinformatikai Laboratórium
- 3D Képfeldolgozás és Sztereográfia Kutatócsoport
- Egyházrégészeti Kutatócsoport
- Felekezet és identitás fogalmai és kérdései a kollektív szimbólumok tükrében az oszmán-keresztény határrégióban a 15-19. században Kutatócsoport
- Fordítástudományi Kutatócsoport
- Francia Kapcsolat
- A keresztényüldözés emlékezettára Kutatócsoport
- Kommunikáció- és Médiatudományi Kutatócsoport
- Magyar Őstörténeti és Honfoglalás kori Kutatócsoport
- Modern Kelet-Ázsia Kutatócsoport
- Mos Maiorum Politikaelméleti Kutatócsoport
- Nevelés- és Oktatástörténeti Kutatócsoport
- Nyelvelméleti Kutatócsoport
- Nyelvpedagógiai Kutatócsoport
- Populáris kultúra és fantasztikum az angol nyelvű országokban Kutatócsoport
- Összehasonlító civilizációtörténeti Kutatócsoport
- Reneszánsz Kutatócsoport
- ACRIL - Romanisztikai Kutatócsoport
- Reading in Europe Today - stratégiai partnerség
- Társadalomtörténeti Kutatócsoport
- Techné: szak- és felnőttképzés az ó- és középkorban Kutatócsoport
- Vestigia Kutatócsoport
- Irodalomtudományi kutatások
- Művészettudományi kutatások
- Történettudományi kutatások

### Képzések
A karon nappali és levelező tagozatos alapképzés (BA) és mesterképzés (MA) mellett szakirányú továbbképzések is folynak, valamint három doktori iskola működik (Történelemtudományi, Nyelvtudományi, Irodalomtudományi Doktori Iskola).
Alapszakok (BA)
- anglisztika
- germanisztika (német szakirány)
- keleti nyelvek és kultúrák (arab és kínai szakirány)
- kommunikáció és médiatudomány
- magyar
- nemzetközi tanulmányok
- ókori nyelvek és kultúrák (klasszika-filológia szakirány)
- óvodapedagógus (nemzeti óvodapedagógus [német és szlovák])
- politikatudományok
- pszichológia
- régészet
- szabad bölcsészet
- szlavisztika (lengyel és orosz szakirány)
- szociálpedagógia
- szociológia
- tanító (nemzetiségi tanító [német és szlovák])
- történelem
- újlatin nyelvek és kultúrák (francia, olasz és spanyol szakirány)

Mesterszakok (MA)
- anglisztika
- arabisztika
- digitális bölcsészet
- elméleti nyelvészet
- esztétika
- fordító és tolmács
- filozófia
- francia nyelv, irodalom és kultúra
- klasszika-filológia
- lengyel nyelv és irodalom
- magyar nyelv és irodalom
- művészettörténet
- német nyelv, irodalom és kultúra
- olasz nyelv, irodalom és kultúra
- pszichológia
- történelem
- vallástörténet
- kommunikáció- és médiatudomány
- nemzetközi tanulmányok
- szociológia

Osztatlan tanárképzés
- angol nyelv és kultúra tanár
- etikatanár
- hittantanár-nevelőtanár
- magyartanár
- média-, mozgókép- és kommunikációtanár
- német nyelv és kultúra tanár
- Olasz nyelv és kultúra tanár
- történelem- és állampolgári ismeretek tanár

Doktori képzések
- Irodalomtudományi Doktori Iskola, vezető: Hargittay Emil egyetemi tanár
- Nyelvtudományi Doktori Iskola, vezető: É. Kiss Katalin egyetemi tanár, akadémikus
- Politikaelméleti Doktori Iskola, vezető: Mezei Balázs egyetemi tanár
- Történelemtudományi Doktori Iskola, vezető: Őze Sándor egyetemi tanár

Szakirányú továbbképzések
- általános mediáció
- csecsemő-szülő kapcsolatdiagnosztika és konzultáció
- fejlesztő, differenciáló pedagógia területen pedagógus-szakvizsgára felkészítő, szakirányú továbbképzési szak
- közoktatás vezető és pedagógus szakvizsga
- mentorpedagógus pedagógus szakvizsgára felkészítő
- óvodapedagógus alapképzési szak - nemzetiségi német óvodapedagógus
- óvodapedagógus alapképzési szak - nemzetiségi szlovák óvodapedagógus
- pedagógus szakvizsga tanügyigazgatási szakértői területen
- szociális menedzser
- tanító alapképzési szak - nemzetiségi német tanító
- tanító alapképzési szak - nemzetiségi szlovák tanító
- 2004-ben alkotó vers- és prózaíró (kreatív írás) szak indult Lackfi János vezetésével. A 4 féléves képzés csak megfelelő számú jelentkezés esetén vette kezdetét, 2014 óta nem indult.

### Kari média
- Pázmány Rádió
- Pázmány Sport podcast
- Hic et nunc podcast
- KuK – Kultúra és Kritika – Kritikai portál (2019-ben megszűnt)

## A karon végzett ismert személyiségek
- Babiczky Tibor (költő, szerkesztő, újságíró)
- Bálint Ádám (színész)
- Benedek Tibor († 2020) (vízilabdázó)
- Both Miklós (zeneszerző, előadóművész, népzenekutató)
- Cserna-Szabó András (József Attila-díjas író)
- Czigány Zoltán († 2011) (meseíró)
- Géczy Dávid (reklámfilm- és filmrendező, forgatókönyvíró)
- Holló-Vaskó Péter (műfordító, tanár, író, újságíró)
- Kovács Áron (médiaszemélyiség)
- Palotás Petra (televíziós személyiség)
- Pataki Zita (televíziós személyiség)
- Puskás Péter (médiaszemélyiség)

## Kollégiumok
A vidéki hallgatók számára Piliscsabán 2020 végéig rendelkezésre állt kollégiumok: a Iosephinum Kollégium, a Szent Péter Kollégium és a Szent Vince Kollégium (Szent Vince ház, Szent Ferenc ház, Szent Lujza ház).
Esztergomban a PPKE Vitéz János Kollégium várja leendő lakóit. Budapesten 2021-ben nyílt meg a Barat Szent Magdolna-Zsófia Kollégium, ahol javarészt a BTK-n tanuló külföldi diákok illetve a szintén 2021-ben indult tehetséggondozó műhelybe, a Stephaneum Szakkollégiumba felvett hallgatók laknak.  

## Közlekedés
A felhagyott piliscsabai campusnak autóbusz- és vasúti megállója van, amelyek a bécsi papnevelő intézet mintájára a Pázmáneum nevet viselik.